# Saint-Jouin
Saint-Jouin je francouzská obec v departementu Calvados v regionu Normandie. Žije zde 280 obyvatel.

## Geografie

### Sousední obce
| Růžice kompasu |                 | Saint-Léger-Dubosq | Cresseveuille   | Růžice kompasu |
| Růžice kompasu | Dozulé          | Sever              |                 | Růžice kompasu |
| Růžice kompasu | Dozulé          | Saint-Jouin        |                 | Růžice kompasu |
| Růžice kompasu | Dozulé          | Jih                |                 | Růžice kompasu |
| Růžice kompasu | Beuvron-en-Auge |                    | Beaufour-Druval | Růžice kompasu |